# Calconiscellus karawankianus
Calconiscellus karawankianus là một loài chân đều trong họ Trichoniscidae. Loài này được Verhoeff miêu tả khoa học năm 1908.